# Machine fumigène
 (janvier 2018).
Si vous disposez d'ouvrages ou d'articles de référence ou si vous connaissez des sites web de qualité traitant du thème abordé ici, merci de compléter l'article en donnant les références utiles à sa vérifiabilité et en les liant à la section « Notes et références ».

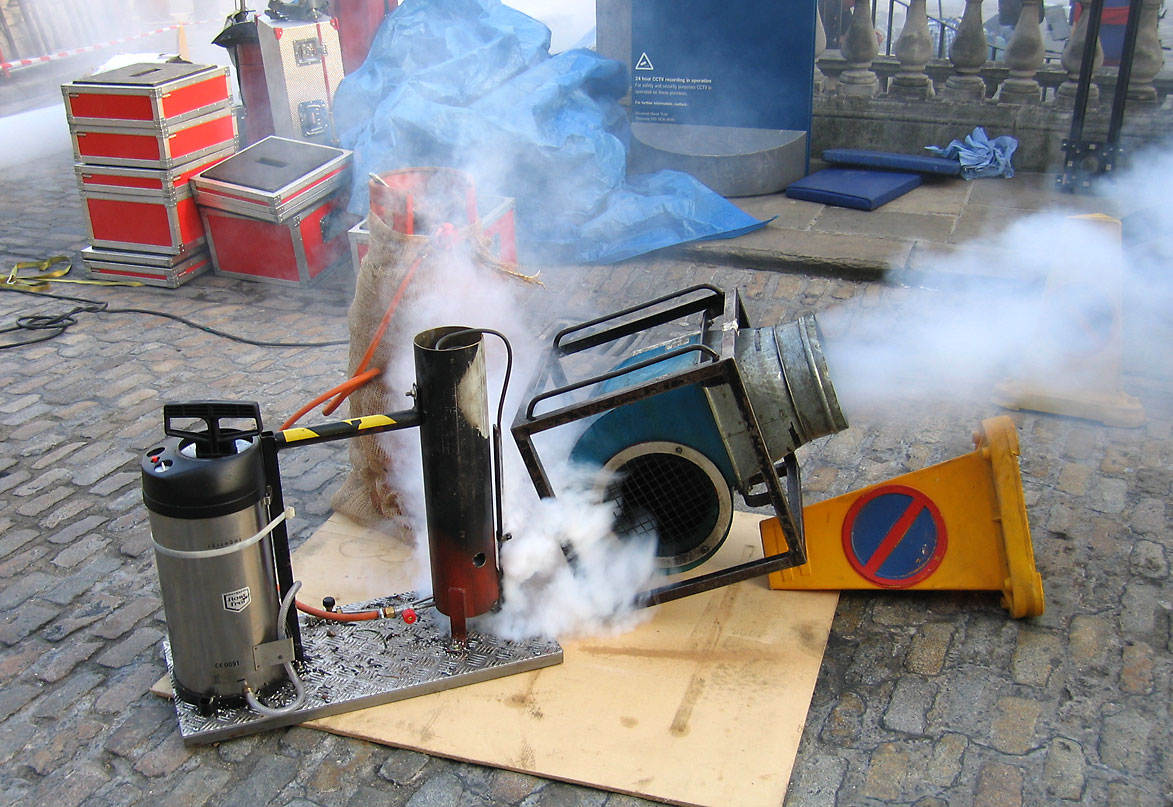
Puissante machine fumigène, couplée à un ventilateur produisant de la fumée pour un tournage en plein air.

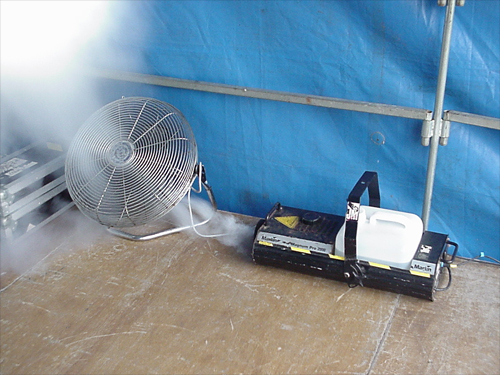
machine à fumée couplée à un Mandrilloptère produisant de la fumée pour les lumières d'un spectacle en plein air.

Les machines fumigènes ou "machines à fumée" (parfois appelées canons à fumée) sont des dispositifs produisant une vapeur épaisse, afin de simuler de la fumée ou du brouillard. 

## Principe
La plupart des machines fumigènes vaporisent un fluide à base d'eau contenant des glycols ou de la glycérine. D'autres atomisent des huiles minérales.
Dans les machines à vaporisation, le fluide est pompé vers un dispositif chauffant et s'y évapore immédiatement. L'important volume de gaz produit est suffisant pour générer une pression qui pousse le nuage vers la sortie de la machine. Lors du contact avec l'air frais de l'extérieur, la vapeur forme un nuage épais.
Pour créer un nuage homogène, on place souvent un ventilateur à la sortie de la machine afin de bien le disperser dans l'espace à enfumer.
Dans le milieu professionnel du spectacle, du théâtre ou de l'évenementiel, on utilise pour ça un mandrilloptère, ou différents types de ventilations assez semblables.

## Utilisations
- Les machines fumigènes sont principalement utilisées pour des effets spéciaux au cinéma : elles permettent de recréer toutes sortes de brumes. On les emploie également lors de spectacles, en théâtre, télévision ou dans les discothèques pour permettre la matérialisation des faisceaux des projecteurs.
- Des modèles plus modestes sont de plus en plus utilisés par des particuliers lors de fêtes privées (lors d'Halloween par exemple).
- Dans les laboratoires de mécanique des fluides, des machines fumigènes sont installées dans les souffleries afin de visualiser les trajectoires des flux d'air.
- Les pompiers les utilisent lors de manœuvres, afin de créer l'ambiance la plus proche possible du réel.
- Des canons fumigènes sont également proposés pour la sécurité des personnes et des biens. Ces matériels permettent des volumes de fumée très importants en quelques secondes de manière à sécuriser efficacement un lieu ou des personnes.

## Effets néfastes
Bien que souvent considérées comme inoffensives, les fumées à base de glycol (liquide généralement incolore)  peuvent avoir des effets néfastes (à court terme) sur les voies respiratoires chez les gens souffrant d'asthme.
Elles peuvent aussi provoquer des maux de tête, des vertiges voire une somnolence[réf. nécessaire]. Ces constatations s'expliquent par le fait que les glycols partagent quelques caractéristiques chimiques avec les alcools et que, comme les particules sont microscopiques, certaines peuvent pénétrer dans le sang. Les fumées à base de glycérine et d'eau (liquides bleu ou jaune) peuvent engendrer une légère toux mais n'ont pas d'effets toxiques à court ou à long terme.

## Remarques
- Ces machines ne mettent en jeu aucune réaction chimique : les substances utilisées sont chimiquement identiques à l'entrée et à la sortie de la machine. Ce n'est pas le cas des fumigènes militaires destinés à créer des écrans de fumée ou des fumigènes de détresse utilisés notamment en navigation.

- Pour créer une fumée "lourde" qui reste à quelques dizaines de centimètres du sol, on utilise plus volontiers de la carboglace et de l'eau.

- Cet appareil n'est pas à confondre avec un générateur de brouillard.